# Eid Al-Muwallad
Eid Al-Muwallad (właśc. Eid bin Mohammed bin Saeed Al-Muwallad; ar. عيد المولد; ur. 14 lutego 2001 w Dżuddzie) – saudyjski piłkarz, występujący na pozycji pomocnika w saudyjskim klubie Al-Okhdood oraz w reprezentacji Arabii Saudyjskiej. Uczestnik Pucharu Azji 2023.

## Statystyki

### Klubowe
Na podstawie:
| Klub       | Sezonów | Liga                      | Liga  | Liga   | Puchar krajowy | Puchar krajowy | Kontynentalne | Kontynentalne | Suma  | Suma   |
| Klub       | Sezonów | Liga                      | Mecze | Bramki | Mecze          | Bramki         | Mecze         | Bramki        | Mecze | Bramki |
| ---------- | ------- | ------------------------- | ----- | ------ | -------------- | -------------- | ------------- | ------------- | ----- | ------ |
| Al-Okhdood | 1       | Saudi Professional League | 21    | 0      | 0              | 0              | –             | –             | 21    | 0      |
|            | Łącznie | Łącznie                   | 21    | 0      | 0              | 0              | 0             | 0             | 21    | 0      |

### Reprezentacyjne
Na podstawie:
| Mecze i gole w reprezentacji | Mecze i gole w reprezentacji | Mecze i gole w reprezentacji | Mecze i gole w reprezentacji | Mecze i gole w reprezentacji | Mecze i gole w reprezentacji | Mecze i gole w reprezentacji | Mecze i gole w reprezentacji | Mecze i gole w reprezentacji |
| Lp.                          | Data                         | Miasto                       | Przeciwnik                   | Wynik                        | Czas                         | Gole                         | Inne                         | Rozgrywki                    |
| ---------------------------- | ---------------------------- | ---------------------------- | ---------------------------- | ---------------------------- | ---------------------------- | ---------------------------- | ---------------------------- | ---------------------------- |
| 1.                           | 21.11.2023                   | Amman                        | Jordania                     | 2:0 (2:0)                    | 66'–90'                      |                              |                              | Eliminacje MŚ 2026           |
| 2.                           | 13.10.2023                   | Ar-Rajjan                    | Korea Południowa             | 1:1 (k. 2:4)                 | 72'–120'                     |                              | 113'                         | Puchar Azji 2023             |

## Sukcesy
Na podstawie:
Brak ważniejszych sukcesów.